# F. Lee Bailey
Francis Lee Bailey Jr. (Waltham, Massachusetts, 10 de junio de 1933 - Georgia, 3 de junio de 2021), comúnmente conocido como F. Lee Bailey, fue un abogado estadounidense especializado en defensa criminal, conocido por haber trabajado en el juicio de Sam Sheppard, por haber sido el abogado supervisor del letrado Mark J. Kadish, durante el consejo de guerra abierto al capitán Ernest Medina por la matanza de My Lai, y por ser parte de la defensa de O.J. Simpson, entre otros juicios de alto perfil. Además de haber sufrido visibles derrotas, controversias jurídicas y problemas personales con la ley, Bailey fue inhabilitado por mala conducta durante la defensa de su cliente Calude Duboc. A pesar de sus dificultades, hasta su muerte mantuvo una carrera de éxito como abogado defensor y fue el consejero delegado de IMPAC (corporación de Florida, EE. UU).

## Educación y servicio militar
Bailey nació en Waltham, Massachusetts, donde asistió a la Cardigan Mountain School y luego a la Academia Kimball, de la que se graduó en 1950. Comenzó sus estudios en la Universidad de Harvard, pero en 1952 decidió retirarse para poder unirse al Cuerpo de Marines de los Estados Unidos. Dos años después de haberse unido, recibió sus alas de aviador y se desempeñó como piloto de aviones de combate y oficial jurídico.

## Casos notables

### Sam Sheppard
En 1954, el Dr. Sam Sheppard fue declarado culpable por el asesinato de su esposa Marilyn. Su caso se considera una de las inspiraciones para la serie de televisión El fugitivo, así como de las versiones cinematográficas de los años 90 del mismo nombre. Bailey, en ese momento residente en Rocky River, Ohio, fue contratado por el hermano de Stephen Sheppard para ayudar en su apelación. En 1966, Bailey argumentó con éxito ante La Corte Suprema de los Estados Unidos que a Sheppard se le había negado el debido proceso, para posteriormente ganar el juicio que derivó de la apelación. Este caso estableció la reputación de Bailey como un abogado defensor calificado y fue el primero de muchos casos de alto perfil en los que participó.

### El Estrangulador de Boston
Mientras Albert DeSalvo estaba en la cárcel por una serie de agresiones sexuales conocidas como el "Green Man", confesó ser el culpable de los asesinatos sobre el caso "El Estrangulador de Boston" a Bailey. DeSalvo fue declarado culpable de los ataques, pero nunca fue juzgado por los estrangulamientos.

### Dr. Carl A. Coppolino
El Dr. Coppolino fue acusado de asesinar a su esposa, la Dra. Carmela Coppolino (28 de agosto de 1965), y a su vecino el teniente coronel Guillermo Farber (30 de julio de 1963). La fiscalía afirmó que Coppolino inyectó a sus víctimas curare, así como otra sustancia identificada como cloruro de succinilcolina, que era indetectable debido a la limitada tecnología forense de la época. Bailey, quien acababa de ganar la absolución de su cliente Sam Sheppard en noviembre de 1966, defendió con éxito a Coppolino en el caso de Nueva Jersey por la muerte del teniente coronel Guillermo Farber en diciembre de 1966. Sin embargo, Coppolino fue declarado culpable de asesinar a su esposa en Florida. Salió de la cárcel bajo libertad condicional después de cumplir 12 años de su condena.

### Ernest Medina
Bailey defendió con éxito al capitán del Ejército de Estados Unidos Ernest Medina durante el Consejo de Guerra abierto en 1971 para depurar la responsabilidad sobre el incidente conocido como la Matanza de Mỹ Lai acaecida durante la Guerra de Vietnam.

### Patty Hearst
El caso de Patty Hearst, heredera del imperio de William Randolph Hearst que cometió robos a mano armada a bancos tras haber sido secuestrada por el Ejército Simbiótico de Liberación (SLA), fue una de las derrotas de Bailey. En su autobiografía, Patty Hearst describe el alegato final presentado por Bailey como "inconexo" y reveló que sospechaba que había estado bebiendo. Durante el cierre Bailey derramó un vaso de agua sobre sus pantalones.

### O.J. Simpson
Bailey se unió al equipo de la defensa de O. J. Simpson justo antes de la audiencia preliminar. Celebró numerosas conferencias de prensa para discutir el progreso del caso. En una conferencia de prensa antes del interrogatorio de Mark Fuhrman, dijo, "cualquier abogado en su sano juicio que demora para interrogar a Mark Fuhrman es un idiota." El famoso interrogatorio a Fuhrman es considerado por muchos como la clave para la absolución de Simpson. Frente a un jurado compuesto predominantemente por gente de color, Bailey consiguió que el detective declarara que nunca había usado la palabra "nigger" para describir a los negros en los últimos 10 años. En última instancia, Bailey logró que el detective Fuhrman se acogiera a la Quinta Enmienda, hecho que socavó la credibilidad de uno de los testigos principales ante el jurado que a la vez refutaba las pruebas materiales de manera devastadora. Bailey también atrajo la atención por mantener un frasco de plata sobre la mesa de la defensa, el abogado defensor Robert Kardashian reivindicó que sólo contenía café.

### DuBoc
En 1994, mientras participaban en el caso de O.J. Simpson, Bailey y Robert Shapiro representaron a Claude Duboc, acusado de ser distribuidor de marihuana. En un acuerdo de declaración de culpabilidad con la Fiscalía de Estados Unidos, Duboc acordó el retorno de sus activos al gobierno que incluyeron un gran bloque de acciones en Bioquímica por valor de aproximadamente $ 6 millones en el momento del acuerdo con la fiscalía. Cuando el gobierno trató de recoger el material, se había incrementado en el valor de 20 millones de dólares. Bailey afirmó que tenía derecho a la apreciación en el pago de sus honorarios legales. 
Ya que había utilizado los fondos como garantía de préstamos, no pudo entregar el material al gobierno. En el año 2000, fue enviado a la cárcel por desacato. Después de 44 días en el Institución Correccional Federal, Tallahassee, el hermano de Bailey consiguió reunir el dinero que eventualmente resultaría en su liberación.

### William & Chantal McCorkle
Chantal McCorkle (nacida en 1968, Slough, Inglaterra), fue juzgada y condenada en 1998 junto con su marido estadounidense William McCorkle en la Florida, por su participación en un fraude financiero millonario. Los McCorkle vendían kits que tenían como objeto mostrar a potenciales compradores cómo hacerse rico con la compra de propiedades en embargos y subastas del gobierno. Entre los motivos de su condena está el hecho de que en los infomerciales transmitidos por televisión decían poseer automóviles de lujo y aviones que en realidad alquilaban específicamente para esto, además de testimonios de clientes satisfechos que eran en realidad actores pagados
Ella, representada por Mark Horwitz, y su esposo, representada por Bailey, fueron sentenciados a más de 24 años en una prisión federal de sentencia obligatoria de acuerdo con las leyes federales de EE. UU.. Después de dos recursos de casación, las sentencias McCorkles 'se redujeron en 2006 a 18 años.

## "Paul está muerto"
Bailey fue presentado en un RKO especial de televisión, en la que se llevó a cabo un simulacro de juicio, el examen de varios expertos "testigos" sobre la conspiración Paul está muerto. Uno de los expertos fue Fred LaBour, cuyo artículo en El diario de Míchigan había sido fundamental en la propagación de la leyenda urbana. Bailey respondió: "Bueno, tenemos una hora de televisión que hacer. Vas a tener que estar de acuerdo con esto." El programa salió al aire a nivel local en Nueva York el 30 de noviembre de 1969, y nunca fue reemitido.

## Inhabilitación
Visible el perfil público de Bailey ha llegado tanto como resultado de los casos que ha tomado y por sus acciones personales. En 2001 fue inhabilitado en el estado de Florida, con inhabilitación de reciprocidad en Massachusetts en 2002. La inhabilitación de la Florida fue el resultado de su gestión de stock en el caso de la marihuana Duboc. Bailey fue declarado culpable de siete cargos de conducta indebida por el abogado de la Corte Suprema de la Florida. Bailey había transferido una gran parte de los activos de Duboc en sus propias cuentas, con el interés ganado en los activos para pagar gastos personales. En marzo de 2005, Bailey presentó para recuperar su licencia de abogado en Massachusetts.

## Publicaciones

### No-ficción
- La Defensa no descansa, coautor con Harvey Aronson. Stein and Day, 1971. ISBN 0-8128-1441-X
- Para la Defensa. Ateneo, 1975. ISBN 0-689-10667-X
- Aclarados para el Enfoque: En defensa de vuelo, coautor con John Greenya. Prentice Hall, 1977. ISBN 0-13-136663-7
- Cómo protegerse contra policías en California y otros lugares extraños. Stein and Day, 1982. ISBN 0-8128-2891-7

### Ficción
- Secretos (1977)
- Galería, revista, editor (1972)[16]